# Reanne Evans
Reanne Evans (ur. 25 października 1985 w Dudley, w hr. West Midlands) – angielska profesjonalna snookerzystka.

## Kariera amatorska
Podczas całej kariery amatorskiej wygrała 29 turniejów. Nieprzerwanie od 2005 roku jest Mistrzynią świata WLBSA w kategorii kobiet.

## Kariera zawodowa
Reanne Evans w Main Tourze po raz pierwszy znalazła się w roku 2010 (sezon 2010/2011), dzięki otrzymaniu od WPBSA „dzikiej karty”. W światowym rankingu snookerowym na sezon 2010/2011 sklasyfikowana na 96. miejscu.

### Sezon 2010/2011
W kwalifikacjach do turnieju Shanghai Masters 2010 Reanne przegrała w pierwszym meczu ulegając Alfredowi Burdenowi 1–5.

## Statystyka zwycięstw

### Amatorskie
- Connie Gough Memorial – 2004
- Ladies’ British Open Championship – 2004, 2006
- WLBSA Ladies’ UK Championship – 2005, 2006, 2007, 2008
- IBSF World Ladies’ Championship – 2005, 2007, 2008
- WLBSA World Ladies’ Championship – 2005, 2006, 2007, 2008, 2009, 2010
- East Anglian Ladies’ Championship – 2006, 2008
- Wytech World Ladies’ Masters – 2007, 2008
- EBSA European Championship – 2007
- European Ladies’ Championship – 2008
- England Ladies’ Home International – 2008

### Drużynowe
- European Team Cup – 2004
- European Team Championship (drużyna Anglii) – 2005
- European Ladies’ Team Championship (drużyna Anglii) – 2008, 2009
- WLBSA World Mixed Doubles Championship – z Neilem Robertsonem 2008, z Michaelem Holtem 2009

## Życie prywatne
Reanne jest absolwentką Bishop Milner RC School w Dudley.
Samotnie wychowuje córkę, której ojcem jest snookerzysta z Irlandii Północnej, Mark Allen.